# Alpineskiën op de Olympische Jeugdwinterspelen 2012 - Parallelle teamwedstrijd
De reuzenslalom voor mannen bij het alpineskiën tijdens de Olympische Jeugdwinterspelen 2012 vond plaats op dinsdag 17 januari 2012. Het  Oostenrijkse team won het goud. Elk team bestond uit twee jongens en twee meisjes uit één land. Acht landen namen deel aan de knock-outcompetitie.
| Winnaar | Uitslag           | Verliezer   |
| --- | ----------------- | ----------- |
| Kwartfinale |                   |             |
| Noorwegen | 2-1               | Zwitserland |
| Nora Grieg Christensen won van Jasmina Suter Martin Fjeldberg won van Ian Gut Mina Fuerst Holtmann (DNS) versus Luana Flütsch (DNS) Marcus Monsen verloor van Sandro Simonet     |                   |             |
| Italië | 3-0               | Duitsland   |
| Veronica Olivieri zelfde tijd als Alisa Krauss Davide Da Villa won van Klaus Ertl (DNF) Jasmine Fiorano (DNF) won van Jenny Reinold (DNF) Hannes Zingerle won van Lucas Krahnert |                   |             |
| Frankrijk | 2-2 45,55 / 45,95 | Slovenië    |
| Estelle Alphand won van Claudia Seidl Victor Schuller won van Stefan Haladin Clara Direz verloor van Sasa Brezovnik (DNF) Leny Herpin verloor van Miha Hrobat                    |                   |             |
| Oostenrijk | 4-0               | Canada      |
| Martina Rettenwender won van Mikaela Tommy Marco Schwarz won van Martin Grasic (DNF) Christina Ager won van Roni Remme Mathias Graf won van Lambert B Quezel (DNF)               |                   |             |

| Winnaar | Uitslag           | Verliezer |
| --- | ----------------- | --------- |
| Halve finale |                   |           |
| Noorwegen | 2-2 45,17 / 45,51 | Italië    |
| Nora Grieg Christensen won van Veronica Olivieri Martin Fjeldberg won van Davide Da Villa Mina Fuerst Holtmann (DNS) verloor van Jasmine Fiorano Marcus Monsen verloor van Hannes Zingerle      |                   |           |
| Oostenrijk | 2-2 45,23 / 45,43 | Frankrijk |
| Martina Rettenwender verloor van Estelle Alphand Marco Schwarz won van Victor Schuller Christina Ager won van Clara Direz Mathias Graf (DNF) verloor van Leny Herpin                            |                   |           |
| 3e / 4e plaats |                   |           |
| Frankrijk | 3-1               | Italië    |
| Estelle Alphand verloor van Veronica Olivieri Victor Schuller won van Davide Da Villa Clara Direz won van Jasmine Fiorano Leny Herpin won van Hannes Zingerle                                   |                   |           |
| Finale |                   |           |
| Oostenrijk | 3-1               | Noorwegen |
| Martina Rettenwender won van Nora Grieg Christensen Marco Schwarz won van Martin Fjeldberg (DNF) Christina Ager won van Mina Fuerst Holtmann (DNS) Mathias Graf (DNF) verloor van Marcus Monsen |                   |           |